# White Mommas
White Mommas ist eine US-amerikanische Pornofilmreihe des Regisseurs L.T. und des Studios Elegant Angel. Bis zum Jahr 2018 wurden 7 Folgen gedreht. Sie ist ein Ableger der Filmreihe Black Mommas.

## Hintergrund
Die Produktion der Pornofilmreihe White Mommas wurde im Februar des Jahres 2009 durch die Pornofilmgesellschaft Elegant Angel bekannt gegeben.
Die Reihe, die in den Genres Interracial und MILF zu verorten und ein Ableger der Filmreihe Black Mommas ist, zeigt Menschen unterschiedlicher Hautfarbe beim Geschlechtsverkehr in unterschiedlichen Situationen. Als Darsteller, die in der ersten Pornofilm-Anthologie zu sehen sind, sind unter anderem Lisa Ann, Vannah Sterling, Sheila Marie, Ginger Lynn, Darryl Hanah und Shorty Mac. Lynn trat dabei erstmals in einem derartigen Setting auf.
Regie führte auf der ersten DVD LT.

## Besprechungen
Die erste und vierte DVD der Pornofilmreihe wurde von AVN.com besprochen und erhielten mit einer Wertung von vier bei fünf möglichen Sternen eine positive Wertung.
Im Jahr 2010 erhielt White Mommas eine Auszeichnung bei den VOD Awards. Bei den Urban X Awards erhielt die Reihe im Jahr 2012 Nominierungen in den Kategorien Best IR Release und Best MILF Release. Der sechste Teil der Filmreihe wurde für einen XBIZ Award in der Kategorie Interracial Release of the Year nominiert. Bereits im Vorjahr wurde der fünfte Teil der Filmreihe bei den XBIZ Awards in der gleichen Kategorie nominiert.

## Darsteller
- Lisa Ann
- Ginger Lynn
- Vannah Sterling
- Sheila Marie
- Darryl Hanah
- Julia Ann
- Kylie Ireland
- Chloe
- Shayla LaVeaux
- RoXXanne Bliss
- Holly Halston
- Zoey Holloway
- Roxanne Hall
- Amber Lynn
- Skylar Price
- Veronica Avluv
- Kimberly Kane
- Tory Lane
- Alana Evans
- Nikki Sexx
- Romi Rain
- India Summer
- Jennifer White
- Holly Heart
- Alana Luv
- Cherie DeVille
- Eva Angelina
- Nina Elle
- Jennifer White
- Olivia Austin
- Tana Lea
- Aubrey Black
- Ryder Skye
- Alice Chambers
- Ivy Lebelle
- Dana DeArmond
- Ryan Keely
- Honey Blossom

## Nominierungen
- AVN Award – 2012 – Best Interracial Release (Folge 3)
- AVN Award – 2012 – Urban X Awards (Folge 3)
- AVN Award – 2014 – Best MILF Release (Folge 4)
- XBIZ Award – 2016 – Interracial Release of the Year (Folge 5)
- XBIZ Award – 2017 – Interracial Release of the Year (Folge 6)